# Xymmer muticus
Xymmer es un género de hormigas que solo contiene la especie Xymmer muticus. Se distribuyen por el África subsahariana.